# Leuctra duplicata
Leuctra duplicata är en bäcksländeart som beskrevs av Peter Walter Claassen 1923. Leuctra duplicata ingår i släktet Leuctra och familjen smalbäcksländor. Inga underarter finns listade i Catalogue of Life.